# (23250) 2000 WQ181
2000 دابليو كيو 181 (ويعرف أيضًا باسم (23250) 2000 دابليو كيو 181 وفق تسمية الكوكب الصغير) (بالإنجليزية: 2000 WQ181)‏ هو كويكب ضمن حزام الكويكبات؛ وترتيبه 23250 من حيث الاكتشاف.
اكتُشف هذا الجُرم الفلكي بواسطة تعقب الأجرام القريبة من الأرض في 22 نوفمبر 2000.

## وصلات خارجية
- (23250) 2000 WQ181 في قاعدة بيانات مختبر الدفع النفاث لأجرام النظام الشمسي الصغيرة

- الاكتشاف · مخطط المدار ·  العناصر المدارية · المعلمات المادية

- (23250) 2000 WQ181 على موقع ويكي سكاي: DSS2, SDSS, GALEX, IRAS, Hydrogen α, X-Ray, Astrophoto, Sky Map, Articles and images